# Ibiúna
Ibiúna é um município brasileiro do estado de São Paulo. Situa-se na Região Metropolitana de Sorocaba, na Mesorregião Macro Metropolitana Paulista e na Microrregião de Piedade. Localiza-se a uma latitude 23º39'23" sul e a uma longitude 47º13'21" oeste, estando a uma altitude de 996 metros. Sua população foi estimada em 80 062 habitantes, conforme dados do IBGE de 2021. O município é formado pela sede e pelos distritos de Carmo Messias e Paruru.
Ibiúna possui a segunda maior população rural do estado de São Paulo, menor apenas que a capital do estado.

## Estância turística
Ibiúna é um dos 29 municípios paulistas considerados "estâncias turísticas" pelo estado de São Paulo, por cumprirem determinados pré-requisitos definidos por lei estadual. Tal status garante a esses municípios uma verba maior por parte do estado para a promoção do turismo regional. O município também adquire o direito de agregar, junto a seu nome, o título de "estância turística", termo pelo qual passa a ser designado tanto pelo expediente municipal oficial quanto pelas referências estaduais.

## História

### Período Pré-Colonial
Por estar localizada entre as grandes bacias hidrográficas do Tietê e Paranapanema, a região que abarca o atual município de Ibiúna provavelmente já reunia ótimas condições para o estabelecimento de grupos humanos há milênios atrás. De acordo com algumas pesquisas arqueológicas, os primeiros indícios da presença de grupos ameríndios no estado de São Paulo datam de fins do Pleistoceno, sendo que a área onde hoje está a capital e região metropolitana contam com datações radiocarbônicas de cerca de 6.000 anos atrás.
Esses primeiros grupos produziam diversas ferramentas feitas em pedra, madeira e ossos, utilizando assim diversos tipos de matéria-prima para confecção desses instrumentos. Sua alimentação era baseada na caça de animais e coleta de frutos e raízes, lhes sendo desconhecida a agricultura nesse primeiro momento. As primeiras populações indígenas agricultoras só teriam alcançado a região de Ibiúna e outras próximas dos grandes rios paulistas por volta do início da Era Comum. Ancestrais dos atuais grupos Tupi-Guarani e Macro-Jê, essas populações cultivavam mandioca, feijão e milho, assim como diversas várias espécies não alimentícias, como cabaças, tabaco, algodão e urucu. Também produziam cerâmica, tecnologia provavelmente desconhecida pelos primeiros grupos que haviam se estabelecido nas margens de rios como o Una e o Sorocamirim e arredores.
Séculos depois, os primeiros colonizadores europeus se depararam com diversos grupos Guaianás (também conhecidos como Guaianazes) nas cabeceiras do rio Sorocaba e boa parte do Planalto Paulista. Falante de um idioma relacionado ao tronco Macro-Jê, o contato entre este povo e os portugueses se deu já nas primeiras décadas de colonização da América, geralmente mencionados nas documentações dos séculos XVI e XVII como “índios bravos”. Por resistirem ao avanço português sobre suas terras, diversos conflitos ocorreram, sendo muitas vezes escravizados, mortos ou eventualmente expulsos para o interior do continente. O nome Guaianá provavelmente não corresponde à identidade própria desses povos, já que esse termo era normalmente utilizado para designar diversas populações não-tupis. Já a presença de grupos Tupi na região das nascentes do rio Sorocaba também parece ser confirmada pelos registro arqueológicos, inclusive durante o período colonial.

### Colonização Portuguesa do vale do Rio do Una
Data de fins do século XVI o início da colonização portuguesa na bacia do rio Sorocaba, período em que foi fundada a vila de Nossa Senhora do Monte Serrat pelo bandeirante Afonso Sardinha. Este povoado, bem como a vila de São Filipe do Itovuvu – fundada em 1611 – posteriormente deram origem ao município de Sorocaba. Ambas as vilas tiveram como função inicial servirem de bases exploratórias de minas de ouro e ferro identificadas na região. Essas atividades logo foram abandonadas pelos primeiros colonos contudo, já que as minas eram de difícil exploração e geravam pouco lucro aos garimpeiros. Servindo como um ponto de expansão da colonização do interior da capitania de São Vicente, Sorocaba tornou-se, na segunda metade do século XVII, um núcleo populacional composto por diversas sesmarias.
A partir do século XVIII, o estabelecimento de rotas de transporte de muares do sul da colônia, assim como a comercialização destes nas feiras da vila de Sorocaba, fizeram desta uma parada fundamental do ponto de vista da economia interna colonial. Afluíam para essa vila grandes contingentes de tropas de diversas regiões, bem como interessados na aquisição dos animais para alimentação, carga e transporte. Nesse período há também um aumento progressivo da população da vila de Sorocaba e seu entorno.
Foi no contexto de expansão da colonização das terras próximas a Sorocaba que se deu a concessão de uma sesmaria, em 1711, no vale do rio Una. Doada a Manoel de Oliveira Carvalho, as terras aparentemente abarcavam cerca de uma légua em quadra, sendo já cultivadas há anos pelo sogro do mesmo. De acordo com algumas fontes, a fazenda era então denominada Sítio do Paiol. Cerca de 50 anos depois, Manoel Oliveira Costa (herdeiro de Manoel de Oliveira Carvalho) mandou erigir uma capela em honra a Nossa Senhora das Dores de Una, formando então um pequeno núcleo de povoamento a sua volta, para a qual afluíam viajantes destinados à Feira de Sorocaba. Algumas fontes também apontam para a existência de uma sesmaria na área dos atuais bairros de Piratuba, Cocais e Ressaca, onde Helvídio Rosa e família fundaram uma fazenda posteriormente conhecida como Fazenda Velha dos Rosas. Ainda assim, o centro do povoado se concentrou junto à capela, em área então denominada Fazenda Velha do Una.
Ainda que procurado por mascates e tropeiros destinados à Sorocaba, a localidade manteve-se pouco populosa até fins do século XVIII, época em que a Fazenda Velha do Una foi comprada pelo Capitão Salvador Leonardo Rolim de Oliveira. Em 1811, o povoado foi elevado à condição de freguesia, sendo então batizada como Nossa Senhora das Dores do Una, embora frequentemente referida apenas como Una pelos habitantes locais. Em 1832, ano em que o distrito de São Roque se tornou um munícipio, a freguesia de Nossa Senhora das Dores do Una tornou-se parte dessa administração. Visto que a freguesia estava localizada em uma área relativamente distante do núcleo urbano de São Roque, foi brevemente transformada em um distrito do município de Sorocaba entre 1846 e 1850.

### Emancipação da Vila do Una e a origem do nome "Ibiúna"
Sete anos após o retorno à administração municipal de São Roque, o distrito foi emancipado, conforme disposto na Lei Provincial n. 10, de 24 de março de 1857. Nessa mesma época, se instalou na agora Vila de Una o capitão Antonio Vieira Branco, após doação de terras pelo imperador Pedro II. Localizada no atual bairro Areia Vermelha, a fazenda era considerada modelo durante o Brasil Império, contando com uma serraria e uma máquina de benefício de algodão. Na fazenda também eram produzidas ferramentas como foices, machados, martelos, serrotes, entre outros instrumentos de uso agrícola.
De acordo com o “Almanak da Província de São Paulo de 1873”, além da Matriz, a Vila do Una contava com mais duas edificações religiosas: as capelas de Santa Cruz e Bom Jesus do Campo Verde. Voltada principalmente para a produção comercial de café, algodão e pecuária, a vila seguiu crescendo em função de suas fazendas. A estruturação do agora município pode ser observada nessa documentação de 1873, contando com escola pública, pequenos comércios, alguns profissionais liberais e agência dos correios instalada, além de teatro e cadeia em construção.
Em fins do século XIX também ocorre uma paulatina substituição da mão-de-obra nas fazendas, até então predominantemente baseadas no trabalho escravizado africano e afro-brasileiro. Embora inicialmente atraídos pelas ofertas de trabalho nas fazendas da região, muitos imigrantes, em especial italianos, libaneses e portugueses, eventualmente tornaram-se proprietários de pequenas propriedades. A chegada dos primeiros contingentes de imigrantes japoneses, na primeira metade do século XX, embora não tenha alterado a economia predominantemente agrícola do município de Una, fez com que esta se voltasse paulatinamente para a comercialização de alimentos – em especial para os mercados consumidores da Capital e cidades adjacentes.
Em 1944, o município teve seu nome alterado para Ibiúna, tendo em vista a existência de outra cidade com o mesmo nome no estado da Bahia. Dessa forma, o nome atual deriva do tronco linguístico tupi-guarani, sendo uma corruptela de “Y” (rio) e “Una” (negro), mantendo assim a relação histórica entre o núcleo urbano e o rio de Una. Por fim, cabe citar um episódio da história recente brasileira na qual Ibiúna esteve diretamente envolvida. Trata-se do XXX Congresso da União Nacional dos Estudantes (UNE) de 1968, realizada na Fazenda Mucuru, e interrompido pela Força Pública e o DOPS (Departamento de Ordem Política e Social). Em virtude de decretos da Ditadura Militar, os quais proibiam reuniões de cunho político, cerca de mil estudantes foram presos pelas forças de segurança.
Como forma de preservar parte de sua história arquitetônica, Ibiúna conta um tombamento de caráter municipal. Trata-se da Capela do Bom Jesus da Prisão, edificação religiosa inaugurada em agosto de 1928 e considerada patrimônio histórico e cultural do município de Ibiúna desde 2001, conforme Lei Municipal n. 606 do mesmo ano. Localizada entre as Ruas XV de Novembro e Fortunato Antônio de Camargo, a capela foi erigida em área elevada do centro urbano, no mesmo local onde anteriormente havia uma edificação religiosa construída em madeira.

## Geografia
Distritos existentes: Carmo Messias e Paruru (Lei municipal nº 401, de 08 de maio de 1997).
O município de Ibiúna se localiza na bacia fisiográfica do Paranapiacaba, apresentando, a sede municipal, as seguintes coordenadas geográficas: latitude S.23'39'20' - longitude W.Gr.47'13'31' e distante em linha reta da capital do estado em 63 km. A localização geográfica do município de Ibiúna é a região sudeste do estado de São Paulo, nas encostas da Serra do Paranapiacaba.

### Hidrografia
- Rio Una
- Rio Sorocabuçu
- Rio Sorocamirim

### Topografia
A topografia do município é bastante variável, uma vez que esta se localiza nas encostas da serra do Paranapiacaba, normalmente ondulada, acidentada e montanhosa. A maioria das terras possuem declividade superior a doze por cento, podendo atingir cem por cento nas regiões mais altas. Por esta razão, a maior parte da agricultura local é desenvolvida nas terras de encostas e meia encosta, devido à ausência generalizada de planícies. Possui 62,9 por cento da Represa de Itupararanga em suas terras.
Pontos de maior altitude: Morro da Figueira (cerca de 1.050 metros de altitude) e Laje do Descalvado (cerca de 1.200 metros de altitude, no Bairro do Salto).

### Clima
O clima de Ibiúna é o subtropical, com verões amenos chuvosos e invernos amenos e sub-secos, tendo temperatura média anual em torno de dezoito graus centígrados, sendo o mês mais frio julho, com média de treze graus centígrados e o mês mais quente fevereiro, com média de 22 graus centígrados. A precipitação média anual gira em torno de 1 400 milímetros.
Geadas ocorrem durante todo o outono e inverno, quando existem influências das massas de ar polares que afetam a região nesta época do ano. Ibiúna é considerada como uma das cidades mais frias da região onde se localiza, segundo o senso comum.
Temperatura máxima já registrada 38 °C. Temperatura mínima já registrada -4 °C.
Fontes dão conta de que Ibiúna foi igualmente atingida pela fortíssima onda de frio registrada em 1975. Inclusive, há relatos de que a neve que caiu em algumas cidades da região, como Tapiraí e Apiaí, também atingiu pontos de Ibiúna, em virtude de sua elevada altitude.

### Rodovias
- SP-250
- Rodovia Tancredo Neves (vicinal)
- Rodovia Julio Dal Fabbro (vicinal)
- Rodovia Quintino de Lima

## Demografia
Dados do Censo de 2010
População Total: 100.217
- Urbana: 37 128
- Rural: 56 777
- Homens: 47 268
- Mulheres: 46 637
- Densidade demográfica (hab./km²): 93,34
- Mortalidade infantil até 1 ano (por mil): 18,70
- Expectativa de vida (anos): 69,77
- Taxa de fecundidade (filhos por mulher): 2,78
- Taxa de Alfabetização: 68,18%
- Índice de Desenvolvimento Humano (IDH-M): 0,746
- IDH-M Renda: 0,682
- IDH-M Longevidade: 0,746
- IDH-M Educação: 0,611

(Fonte: IPEADATA)

## Infraestrutura

### Transportes
A cidade conta com três empresas do transporte coletivo de passageiros:
- Viação Raposo Tavares[26] (transporte municipal)
- Viação Danúbio Azul (transporte intermunicipal, pela ARTESP): para Vargem Grande Paulista, Cotia, Piedade, São Paulo e Tapiraí;
- Rápido Luxo Campinas Ltda.[27] (transporte metropolitano, pela EMTU): para Piedade e São Roque.

### Comunicações
O sistema de telefones automáticos foi inaugurado na cidade em 1977 pela Telecomunicações de São Paulo (TELESP), que também implantou o sistema de discagem direta à distância (DDD) em 1979 com o código de área (0152). Anteriormente a cidade era atendida pela Companhia de Telecomunicações do Estado de São Paulo (COTESP).
Na década de 90 o código DDD da cidade foi alterado para (015), para padronização do sistema telefônico com a telefonia celular que estava sendo implantada em todo o estado.

## Religião
O Cristianismo se faz presente na cidade da seguinte forma:

### Igreja Católica
- A igreja faz parte da Diocese de Osasco.[32]

### Igrejas Evangélicas
- Assembleia de Deus Ministério do Belém.[33][34]
- Congregação Cristã no Brasil.[35]